# 萩原美樹子
萩原 美樹子（はぎわら みきこ、1970年4月17日 - ）は、福島県福島市出身の元プロバスケットボール選手、バスケットボール指導者である。ニックネームは王様の「オー」。
早稲田大学第二文学部歴史民族系専修卒業、学位（文学士）（早稲田大学）、早稲田大学大学院人間科学研究科博士前期課程修了。

## 経歴
蓬萊小学校4年生の時に、バスケット選手だった父の影響でミニバスケットボールを始める。伝統校福島女子高校時代には、インターハイ、国体ともに2回出場した。
卒業後の1989年に共同石油に入社、バスケットボール部に所属。かつて共石で活躍していた竹山とよ子に憧れており、念願を叶える形になった。1993年から4年連続で得点王に輝いた。また、入社と同時に全日本入りを果たし、1996年のアトランタオリンピックに出場し、7位入賞に貢献した。
1997年には、日本人では初めて(2021年時点で唯一)WNBAドラフトで2巡目全体14位指名を受けサクラメント・モナークスに入団、日本人初のWNBA選手としてプレーした。シーズン途中にフェニックス・マーキュリーに移籍。もちろん、日本人で初めてWNBAでの移籍を経験した選手である。2年目のシーズン途中に再び故障者リストに入り退団を決意。
帰国後はジャパンエナジーに復帰し1999年1月に全日本総合選手権で優勝した後、選手生活を終えた。
2004年のアテネオリンピックではバスケットボール女子チームのアシスタントコーチを務める。2005年、女性初の全日本監督に白羽の矢が立ったが辞退。
現役引退後、早稲田大学第二文学部社会人間系専修を卒業する。
ジャパンエナジーCSR推進部に所属する一方、早稲田大学大学院人間科学研究科博士前期課程を修了。
早稲田大学女子バスケットボール部ヘッドコーチも務める。
2007年、日本代表アシスタントコーチに復帰。
2013年、女子ユニバーシアード代表チームヘッドコーチに就任。アンダー世代の日本代表のコーチも歴任。
2021年3月、東京羽田ヴィッキーズのヘッドコーチに就任。